# Bădițești, Mehedinți
Bădițești este un sat în comuna Husnicioara din județul Mehedinți, Oltenia, România.